# Carmaux
Cet article possède un paronyme, voir Carmo.
Carmaux (Carmauç en occitan languedocien) est une commune française située dans le département du Tarn, en région Occitanie. Sur le plan historique et culturel, la ville de Carmaux est dans le Ségala, un territoire s'étendant sur les départements du Tarn et de l'Aveyron, constitué de longs plateaux schisteux, morcelés d'étroites vallées.
Exposée à un climat océanique altéré, elle est drainée par le Cérou, le Céret, le Céroc, le ruisseau du Candou et par divers autres petits cours d'eau.
Carmaux est une commune urbaine qui compte 9 927 habitants en 2022. Elle est la ville-centre de l'agglomération de Carmaux qui compte 18 386 habitants en 2020, et fait partie de l'aire d'attraction d'Albi. Les habitants de Carmaux sont appelés les Carmausins et Carmausines.
La ville de Carmaux est connue pour ses activités industrielles passées, en particulier sa verrerie et l'exploitation du charbon. Carmaux est aussi connue pour avoir été le cadre d'une étape décisive dans la carrière politique de Jean Jaurès (par-ailleurs natif et originaire de Castres), il a été Député de la circonscription de Carmaux de 1893 à 1898 puis à nouveau de 1902 à sa mort (1914). Il fut un homme d'Etat qui a fortement marqué la politique française des XIXe et XXe siècles, notamment fondateur du Parti socialiste (SFIO) et du journal L'Humanité.

## Géographie

### Localisation
La ville de Carmaux est située sur le Cérou et sur l'ancienne route nationale 88, en France.
La commune se trouve aux confins de différentes zones géographiques, entre le Ségala, le Quercy, le Rouergue et le Languedoc, sur les premiers reliefs du Massif central. Elle est construite sur un important gisement de charbon, communément appelé le Bassin carmausin, qui marqua profondément l’histoire de la ville et de ses alentours. Elle est située, notamment, à 17 km au nord d'Albi, 76 km de Toulouse, 47 km de Rodez et 535 km de Paris.
Elle est le centre-ville de l'unité urbaine de Carmaux et de l'aire d'attraction d'Albi.

### Communes limitrophes
Les communes limitrophes sont Blaye-les-Mines, Almayrac, Le Garric, Monestiés, Rosières, Saint-Benoît-de-Carmaux et Sainte-Gemme.
| Monestiés               | Almayrac  | Sainte-Gemme |
| Saint-Benoît-de-Carmaux | Carmaux   | Rosières     |
| Blaye-les-Mines         | Le Garric |              |

### Transports et voies de communications

#### Réseau routier
Carmaux se situe sur l'axe Toulouse - Albi - Rodez - Lyon. Elle est desservie par la D 2088, anciennement RN 88. Cette dernière, aujourd’hui déviée, passe à environ 4 km de Carmaux. La ville bénéficie d'une voie rapide pour rejoindre Albi et l'A68, permettant ainsi de faire la liaison entre Carmaux et Toulouse en 2×2 voies de manière quasi-ininterrompue. Carmaux est partiellement reliée en 2×2 voies à Rodez via la RN 88, et devrait l’être totalement d'ici 2020.
En ce qui concerne le réseau secondaire, Carmaux est desservie par la D 91 qui la relie à Monestiés et Cordes-sur-Ciel côté ouest, et à Valderiès puis Réquista côté est. La commune est également reliée à Rieupeyroux et Villefranche-de-Rouergue via la D 905.

#### Desserte ferroviaire
Carmaux possède une gare SNCF, desservie par la ligne Toulouse – Rodez du TER Occitanie. Elle constitue un terminus de cette ligne.

#### Bus
La commune est desservie par des lignes régulières du réseau régional liO : la ligne 701 la relie à Albi et à Mirandol-Bourgnounac ; la ligne 711 la relie à Albi via Cagnac-les-Mines ; la ligne 722 la relie à Rodez et à Albi.

### Hydrographie

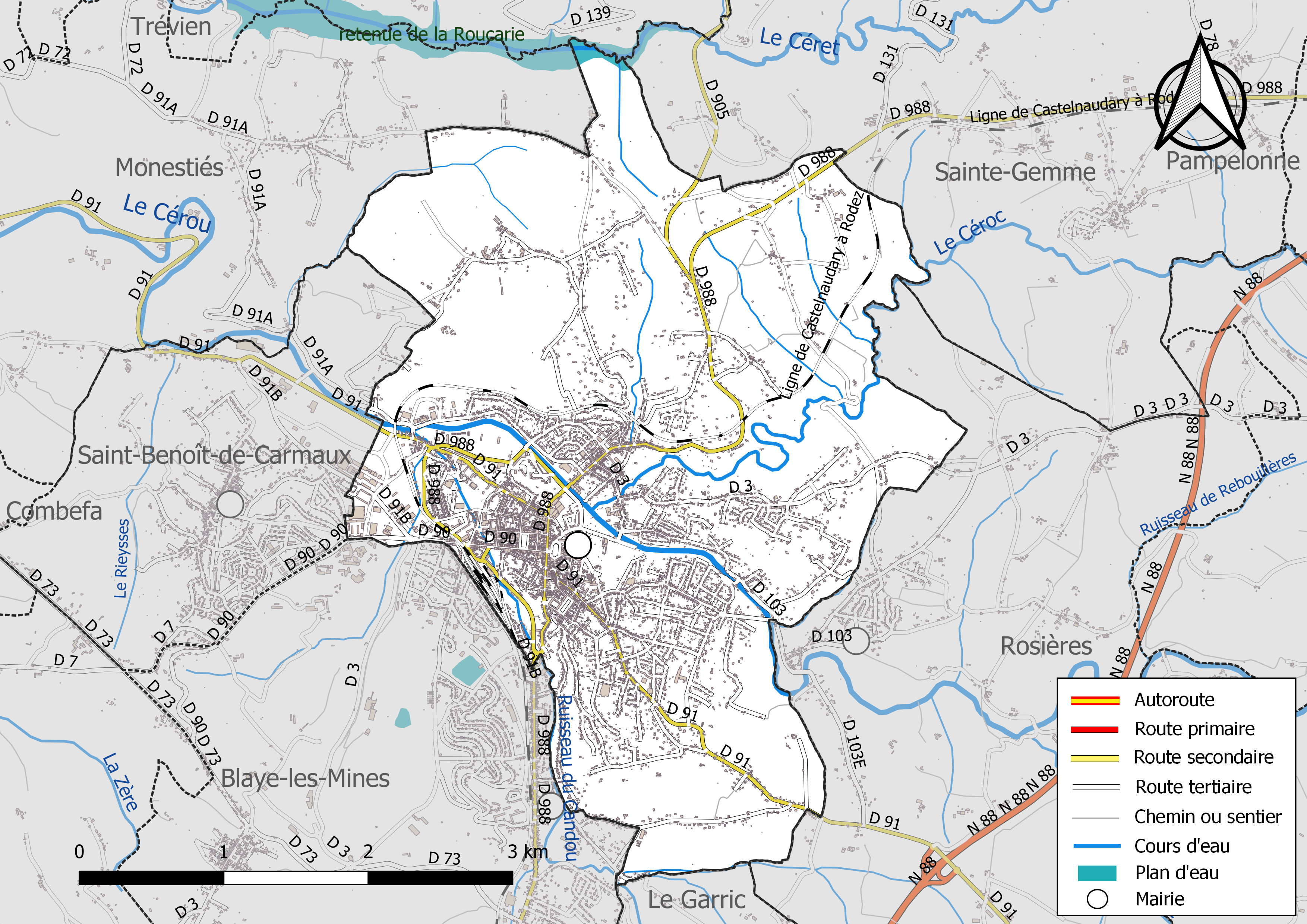
Réseaux hydrographique et routier de Carmaux.

La commune est dans le bassin de la Garonne, au sein du bassin hydrographique Adour-Garonne. Elle est drainée par le Cérou, le Céret, le Céroc, le ruisseau du Candou et par divers petits cours d'eau, qui constituent un réseau hydrographique de 18 km de longueur totale,.
Le Cérou, d'une longueur totale de 87,1 km, prend sa source dans la commune de Saint-Jean-Delnous et s'écoule d'est en ouest. Il traverse la commune et se jette dans l'Aveyron à Varen, après avoir traversé 23 communes.
Le Céret, d'une longueur totale de 28,5 km, prend sa source dans la commune de Montauriol et s'écoule d'est en ouest. Il traverse la commune et se jette dans le Cérou au Ségur, après avoir traversé 10 communes.
Le Céroc, d'une longueur totale de 17,7 km, prend sa source dans la commune de Moularès et s'écoule d'est en ouest. Il traverse la commune et se jette dans le Cérou sur le territoire communal, après avoir traversé 6 communes.

### Climat
Pour des articles plus généraux, voir Climat de l'Occitanie et Climat du Tarn.
En 2010, le climat de la commune est de type climat océanique altéré, selon une étude du Centre national de la recherche scientifique s'appuyant sur une série de données couvrant la période 1971-2000. En 2020, Météo-France publie une typologie des climats de la France métropolitaine dans laquelle la commune est toujours exposée à un climat océanique altéré et est dans la région climatique  Sud-est du Massif Central, caractérisée par une pluviométrie annuelle de 1 000 à 1 500 mm, minimale en été, maximale en automne. 
Pour la période 1971-2000, la température annuelle moyenne est de 12,8 °C, avec une amplitude thermique annuelle de 16,1 °C. Le cumul annuel moyen de précipitations est de 866 mm, avec 10,8 jours de précipitations en janvier et 6,1 jours en juillet. Pour la période 1991-2020, la température moyenne annuelle observée sur la station météorologique de Météo-France la plus proche, « Tanus », sur la commune de Tanus à 14 km à vol d'oiseau, est de 12,1 °C et le cumul annuel moyen de précipitations est de 866,6 mm. 
La température maximale relevée sur cette station est de 38,9 °C, atteinte le 23 août 2023 ; la température minimale est de −12,7 °C, atteinte le 9 février 2012,,. 
Les paramètres climatiques de la commune ont été estimés pour le milieu du siècle (2041-2070) selon différents scénarios d'émission de gaz à effet de serre à partir des nouvelles projections climatiques de référence DRIAS-2020. Ils sont consultables sur un site dédié publié par Météo-France en novembre 2022.

## Urbanisme

### Typologie
Au 1er janvier 2024, Carmaux est catégorisée petite ville, selon la nouvelle grille communale de densité à sept niveaux définie par l'Insee en 2022.
Elle appartient à l'unité urbaine de Carmaux, une agglomération intra-départementale regroupant sept  communes, dont elle est ville-centre,,. Par ailleurs la commune fait partie de l'aire d'attraction d'Albi, dont elle est une commune de la couronne,. Cette aire, qui regroupe 91 communes, est catégorisée dans les aires de 50 000 à moins de 200 000 habitants,.

### Occupation des sols
L'occupation des sols de la commune, telle qu'elle ressort de la base de données européenne d’occupation biophysique des sols Corine Land Cover (CLC), est marquée par l'importance des territoires agricoles (60,1 % en 2018), en diminution par rapport à 1990 (69,4 %). La répartition détaillée en 2018 est la suivante : zones agricoles hétérogènes (38,8 %), zones urbanisées (34,9 %), prairies (13,1 %), terres arables (8,2 %), forêts (2,6 %), zones industrielles ou commerciales et réseaux de communication (2,1 %), eaux continentales (0,3 %). L'évolution de l’occupation des sols de la commune et de ses infrastructures peut être observée sur les différentes représentations cartographiques du territoire : la carte de Cassini (XVIIIe siècle), la carte d'état-major (1820-1866) et les cartes ou photos aériennes de l'IGN pour la période actuelle (1950 à aujourd'hui).

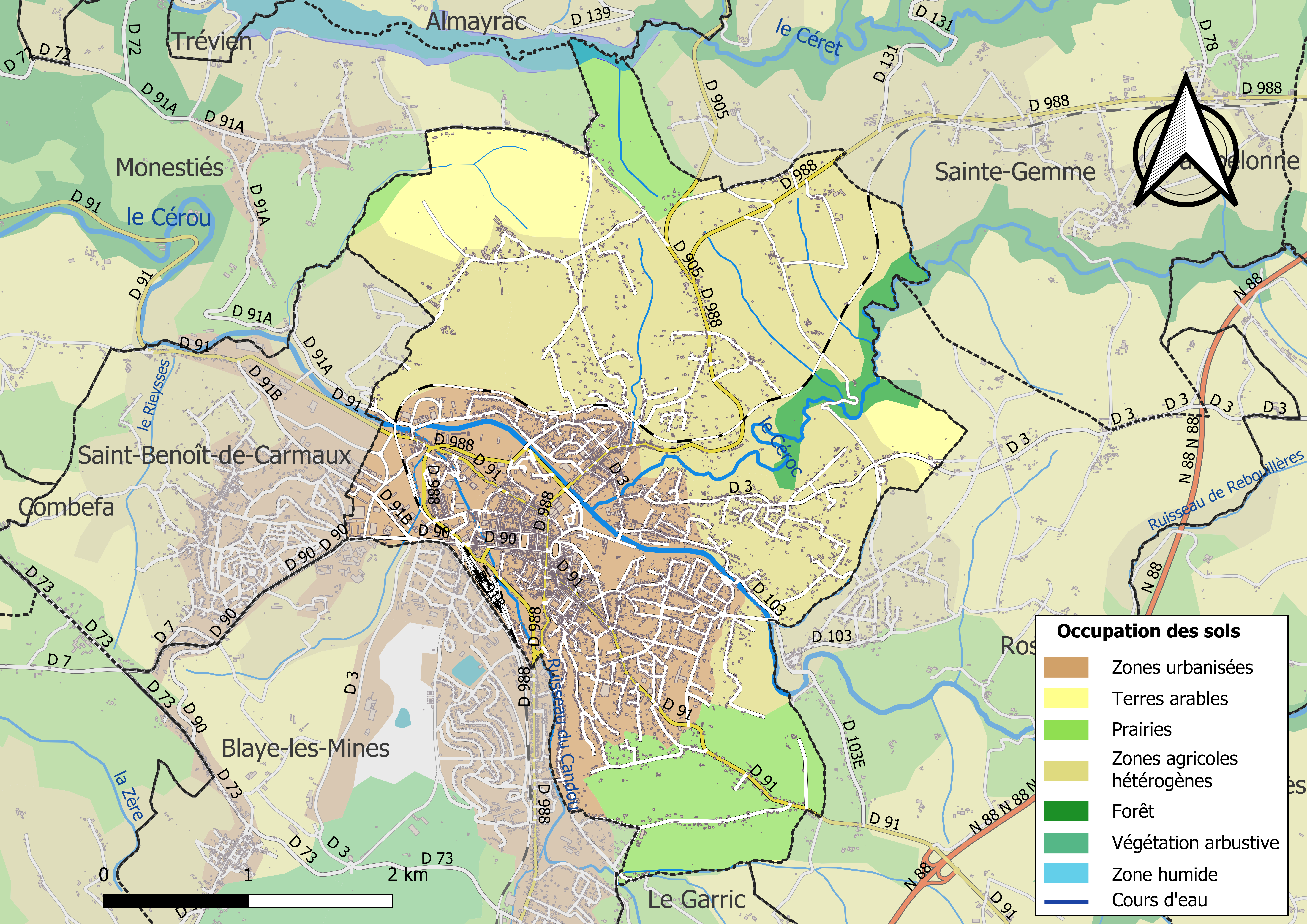
Carte des infrastructures et de l'occupation des sols de la commune en 2018 (CLC).

#### Quartiers
Carmaux est divisée en plusieurs quartiers, dont (d’ouest en est et du nord au sud) :
la Courtié, la Boujassié, la Peyrotte, la Favarelle, Gourgatieu, le Roucan, la Manne, le Pré-Grand, le Candou, Cérou, Europe, Cambous, Sainte-Cécile, la Mouline, la Garrigue, la Peyre, Verrerie, Rajol, Solages, la Lande, la Benq, La Croix Haute, le Fontanas, Lendrevié, la Sapanarié, la Jinquié, Bicoq.
Certains de ces quartiers sont situés au sein d'un quartier prioritaire de la politique de la ville, dénommé « Rajol-Cérou-Gourgatieux-Bouloc-Verrerie », correspondant au nord de la commune, soit 1 828 habitants en 2020.

#### Aménagement

##### Les principaux aménagements déjà réalisés
- En 1969, le centre historique de Carmaux (Rajol), jugé insalubre, fut détruit et remplacé par une cité HLM, un grand boulevard (boulevard Charles-de-Gaulle) et une vaste place arborée (place de la Révolution).
- En 1980, le parc du Pré-Grand fut détruit pour accueillir une nouvelle usine d’aviation : Air Océan.
- En 2000, la Tour de la verrerie datant de 1965 (la plus haute du Tarn avec ses 15 étages) fut démolie et remplacée par des petits immeubles modernes.
- En 2011, un parcours de santé longeant la rivière du Cérou et reliant les parcs de la ville a été créé[22].
- En 2012, la barre d'immeuble de la rue Gineste (80 logements) a été démolie en vue de son remplacement par 36 logements collectifs[23],[24].
- En 2013, l'ancienne piscine municipale Caneton a été remplacée par le centre aquatique L'Odyssée.
- En 2014, l'ancien cinéma Lido a été remplacé par le complexe cinématographique de quatre salles, Clap'Ciné, en centre-ville.
- En 2014, les trottoirs et la voirie de l'avenue Jean-Jaurès ont bénéficié d'une réfection totale.
- En 2015, le projet de gare multimodale, attenant à la gare SNCF historique, a vu le jour.

##### Les projets d’aménagement
La ville poursuit ses projets d'amélioration des logements sociaux et d’embellissement du centre-ville.

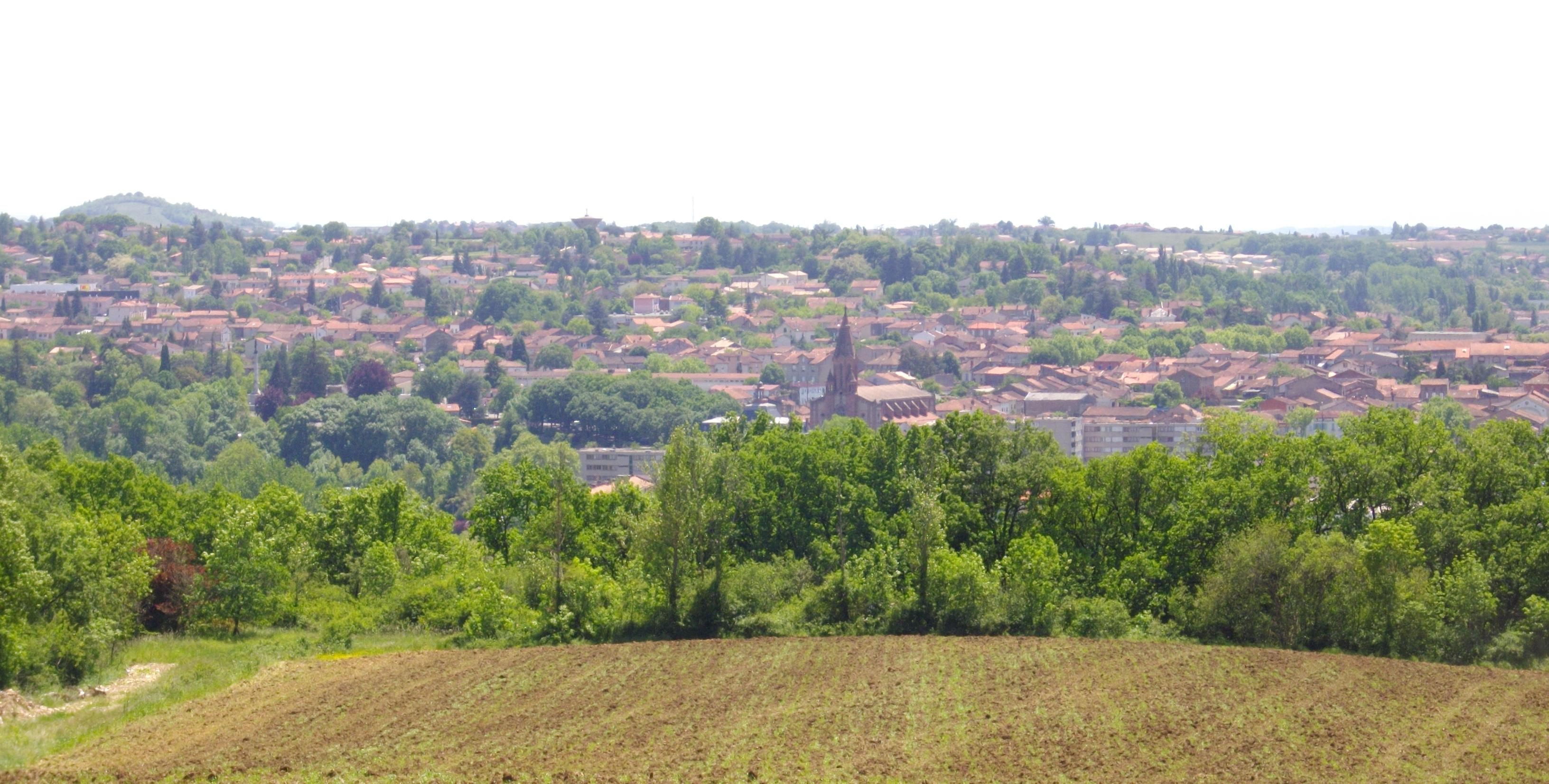
Vue générale de Carmaux.

### Risques majeurs
Le territoire de la commune de Carmaux est vulnérable à différents aléas naturels : météorologiques (tempête, orage, neige, grand froid, canicule ou sécheresse), inondations, mouvements de terrains et séisme (sismicité très faible). Il est également exposé à deux risques technologiques, le transport de matières dangereuses et la rupture d'un barrage, et à deux risques particuliers : le risque minier et le risque de radon. Un site publié par le BRGM permet d'évaluer simplement et rapidement les risques d'un bien localisé soit par son adresse soit par le numéro de sa parcelle.

#### Risques naturels
Certaines parties du territoire communal sont susceptibles d’être affectées par le risque d’inondation par débordement de cours d'eau, notamment le Cérou, le Céret et le Céroc. La cartographie des zones inondables en ex-Midi-Pyrénées réalisée dans le cadre du XIe Contrat de plan État-région, visant à informer les citoyens et les décideurs sur le risque d’inondation, est accessible sur le site de la DREAL Occitanie. La commune a été reconnue en état de catastrophe naturelle au titre des dommages causés par les inondations et coulées de boue survenues en 1982, 1994, 2003, 2011 et 2021,.
Carmaux est exposée au risque de feu de forêt. En 2022, il n'existe pas de Plan de Prévention des Risques incendie de forêt (PPRif). Le débroussaillement aux abords des maisons constitue l’une des meilleures protections pour les particuliers contre le feu,.

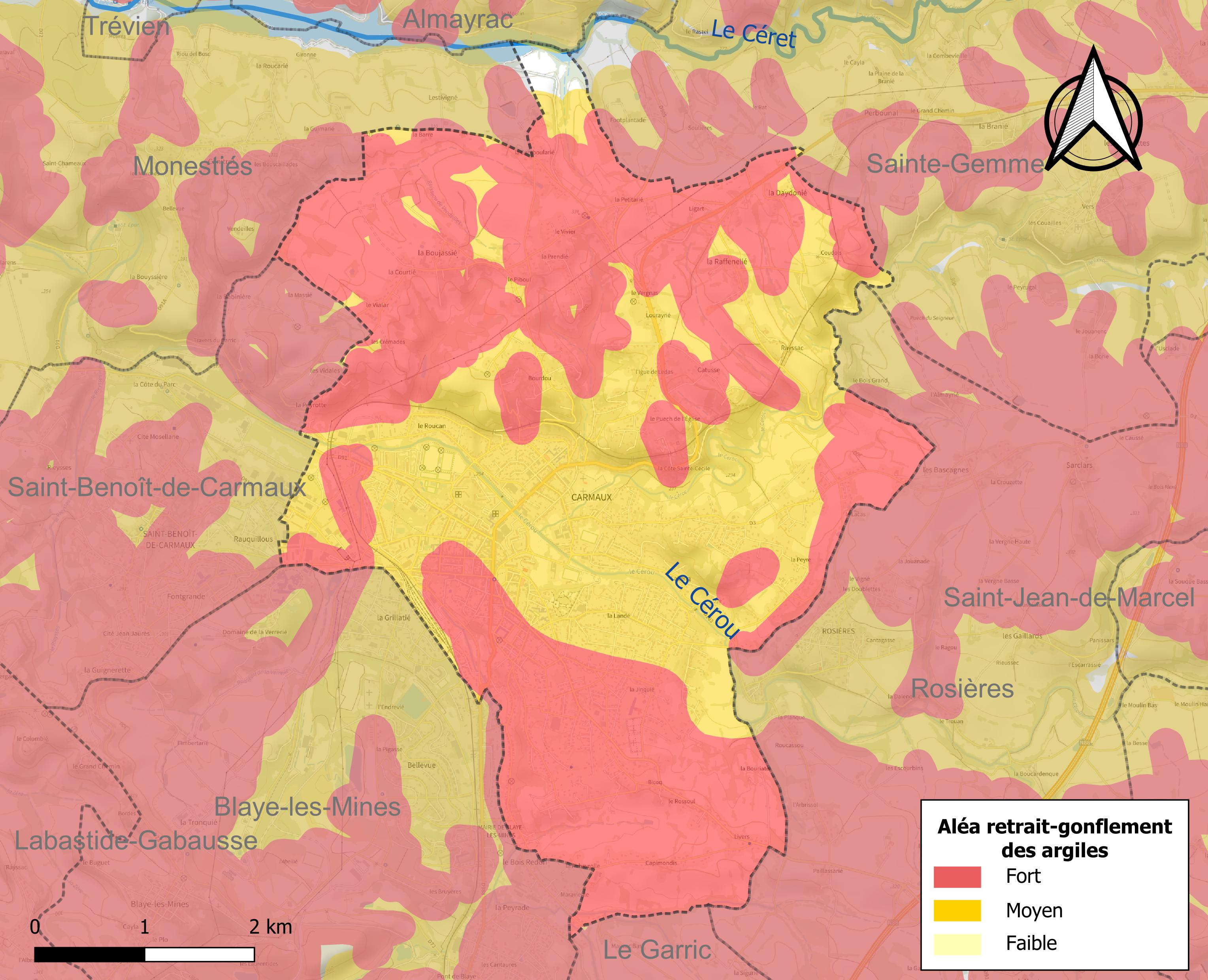
Carte des zones d'aléa retrait-gonflement des sols argileux de Carmaux.

Les mouvements de terrains susceptibles de se produire sur la commune sont des mouvements de sols liés à la présence d'argile et des effondrements généralisés de terrains miniers.
Le retrait-gonflement des sols argileux est susceptible d'engendrer des dommages importants aux bâtiments en cas d’alternance de périodes de sécheresse et de pluie. 99,3 % de la superficie communale est en aléa moyen ou fort (76,3 % au niveau départemental et 48,5 % au niveau national). Sur les 3 833 bâtiments dénombrés sur la commune en 2019, 3 833 sont en aléa moyen ou fort, soit 100 %, à comparer aux 90 % au niveau départemental et 54 % au niveau national. Une cartographie de l'exposition du territoire national au retrait gonflement des sols argileux est disponible sur le site du BRGM,.
Par ailleurs, afin de mieux appréhender le risque d’affaissement de terrain, l'inventaire national des cavités souterraines permet de localiser celles situées sur la commune.

#### Risques technologiques
Le risque de transport de matières dangereuses sur la commune est lié à sa traversée par des infrastructures routières ou ferroviaires importantes ou la présence d'une canalisation de transport d'hydrocarbures. Un accident se produisant sur de telles infrastructures est susceptible d’avoir des effets graves sur les biens, les personnes ou l'environnement, selon la nature du matériau transporté. Des dispositions d’urbanisme peuvent être préconisées en conséquence.
La commune est en outre située en aval d'un barrage de classe A. À ce titre elle est susceptible d’être touchée par l’onde de submersion consécutive à la rupture de cet ouvrage.

#### Risques particuliers
Le bassin houiller de Carmaux est le plus ancien bassin minier de France avec un début d’exploitation rationnelle en 1752 qui a pris fin en 1997 (250 ans d’activité) après un lent déclin amorcé dans les années 1970. La commune est ainsi concernée par le risque minier, principalement lié à l’évolution des cavités souterraines laissées à l’abandon et sans entretien après l’exploitation des mines.
Dans plusieurs parties du territoire national, le radon, accumulé dans certains logements ou autres locaux, peut constituer une source significative d’exposition de la population aux rayonnements ionisants. Certaines communes du département sont concernées par le risque radon à un niveau plus ou moins élevé. Selon la classification de 2018, la commune de Carmaux est classée en zone 2, à savoir zone à potentiel radon faible mais sur lesquelles des facteurs géologiques particuliers peuvent faciliter le transfert du radon vers les bâtiments.

## Histoire

### Héraldique
| Carmaux | Son blasonnement est : D'azur à trois rochers d'argent, posés 2 et 1. Ce blason fut attribué à la paroisse de Carmaux le 20 décembre 1703. Il s'agit des armoiries de la famille de Ciron, alors seigneurs du lieu, qui les avait fait enregistrer en 1696. |

### Toponymie
Le nom de la localité est attesté sous les formes Caramons en 1125, Caramancio en 1260, Carmoulx au XIIIe siècle, puis temporairement Cramaux au XVIe siècle jusqu'au XIXe siècle, qui ne vient pas de cremar (brûler), mais qui est une transcription déformée de Caramaux prononcé en langue d'oc en roulant les r.
Le toponyme Carmaux provient, sans certitude prouvée, du nom gaulois Carmantius ou Caramantius.

### Histoire
La seigneurie de Carmaux relevait depuis le XIIe siècle de la châtellenie de Castelnau-de-Bonefous. En 1229, le château de Carmaux est un fief militaire de la baronnie de Monestiès. Il relève des évêques d'Albi. À cette époque, le charbon n'est pas encore la principale ressource du lieu : on y tisse surtout le chanvre, récolté sur les rives du Cérou dans ce qu'on appelle « lous cambous ».
La seigneurie de Carmaux appartenait à la famille Delpuech, seigneurs de Cagnac, où des affleurements de charbon étaient déjà exploités sur les bords du Cérou, puis au XVe siècle à Géraud Hébrard, seigneur de Saint-Félix, puis à ses descendants jusqu'à Hercule d'Hébrard, fils du viguier de Najac. Au début du XVIe siècle, la seigneurie est revenue à Sébastien Delpuech, seigneur de Cagnac, jusqu'en 1696.
Jean-Baptiste de Ciron (1615 - 1684), conseiller, puis président au parlement de Toulouse de 1674 à 1724, achète la seigneurie de Carmaux. Déjà vers 1550, son aïeul Jean de Ciron, marchand à « Caramoulx », gérait certains puits de mine. Le fils de Jean-Baptiste, Jean-Baptiste II (1650 - 1726), est anobli par sa charge de président à mortier, et s'intitule seigneur-marquis de Carmaux. Sa fille apporte une partie de la seigneurie en dot, par son mariage en 1724 avec François Paul de Solages, et à sa famille qui rachète le complément. La terre de Carmaux est alors estimée à 250 000 livres. Antoine Paulin de Solages, fils des précédents est dans la famille de Solages le dernier à prendre ce titre de courtoisie de « marquis de Carmaux ».
Le département du Tarn jouissait depuis le XVe siècle d'une longue tradition verrière, à travers ses verreries de la forêt domaniale de la Grésigne et de la Montagne Noire. La première était utilisée au maximum par les verriers, lors de la visite de Louis De Froidour de Sérizy, à qui Colbert confie la rédaction de l'ordonnance sur le fait des Eaux et Forêts du 13 août 1669, aboutissant à limiter l'utilisation du bois pour les verreries.
Le dernier frère d'Antoine Paulin, Gabriel de Solages a réussi à accroître l'importance de l'entreprise et contourner les difficultés de transport, en recourant au charbon de Carmaux, et en consommant sur place la plus grande partie de ses produits : il fit construire une verrerie à bouteilles pour laquelle il sollicita une concession, accordée par arrêt du Conseil d'État du 2 mai 1752.
Pour la fabrication des bouteilles en verre noir, il fit appel à des verriers de la Grésigne et du Champenois, hautement qualifiés. La verrerie atteint jusqu'à 800 ouvriers en 1882, qui constituent une corporation ouvrière privilégiée, bénéficiant de salaires élevés. Après la Révolution, il conserve le monopole des mines de charbon, qui emploient 200 personnes en 1800.
En 1873 la Société des mines de Carmaux (SMC) devient propriétaire des houillères ; les besoins d'extraction sont importants et les effectifs de mineurs augmentent rapidement : on en dénombre 2 000 en 1880 et presque 3 500 en 1900.
En 1892 la grande grève des mines de Carmaux éclate à la suite du licenciement de Jean-Baptiste Calvignac, ouvrier de la mine, maire de Carmaux depuis le 15 mai 1892. Les mineurs sont soutenus par Jean Jaurès qui est élu député du Tarn, comme socialiste indépendant, lors de l'élection partielle du 8 janvier 1893.
Le 16 août 1944, au lendemain du Débarquement de Provence, la « bataille de Carmaux » est déclenchée. La garnison allemande se rend ; mais la ville libérée reste à la merci d'une contre-attaque allemande. Durant les deux jours suivants, fait rare dans l'histoire de la Seconde Guerre mondiale, 2 000 maquisards tiennent tête à 2 500 soldats allemands et les repoussent, permettant ainsi la libération de Rodez et Albi. Première ville du Sud-Ouest libérée par ses propres moyens, Carmaux reçoit la Croix de guerre.
Le 28 mai 1957, le Centre Autorails de Carmaux reçoit le 1er autorail de la série X 2800 de la SNCF, l'X 2801. Le centre autorails de Carmaux est fermé en 1958 et ses autorails sont alors transférés à Toulouse.

### La verrerie

#### Origines et histoire
La première verrerie de Carmaux fut inaugurée le 2 mai 1754 par Gabriel de Solages, dans son domaine de Blaye. Ils avaient obtenu un arrêt du Conseil du Roi pour ce faire. Elle consommait le charbon de Carmaux. Jusque dans les années 1850, sa production ne dépassait pas les 500 000 bouteilles par an et l'entreprise comptait une centaine d'employés. En 1856, la verrerie fut louée à Eugène Rességuier (un riche marchand de bouteilles toulousain) qui fit construire en 1862 une nouvelle verrerie, la Verrerie Sainte-Clotilde, à proximité de la toute récente gare reliant Carmaux à Albi à partir de 1857 et à Toulouse à partir de 1864. Sous l'impulsion de Rességuier, cette industrie prit de l'ampleur. La Verrerie Sainte-Clotilde comptait 300 ouvriers en 1880. À la suite de différents processus de mécanisation et de l'achat de cinq nouveaux fours Siemens, elle comptait 800 employés en 1887 qui travaillaient alors au rythme des 3 × 8. La production atteignit 30 000 bouteilles par jour. La crise du phylloxera et la mécanisation portant atteinte au travail et aux salaires des verriers, ces derniers créèrent la chambre syndicale des verriers de Carmaux en 1890.

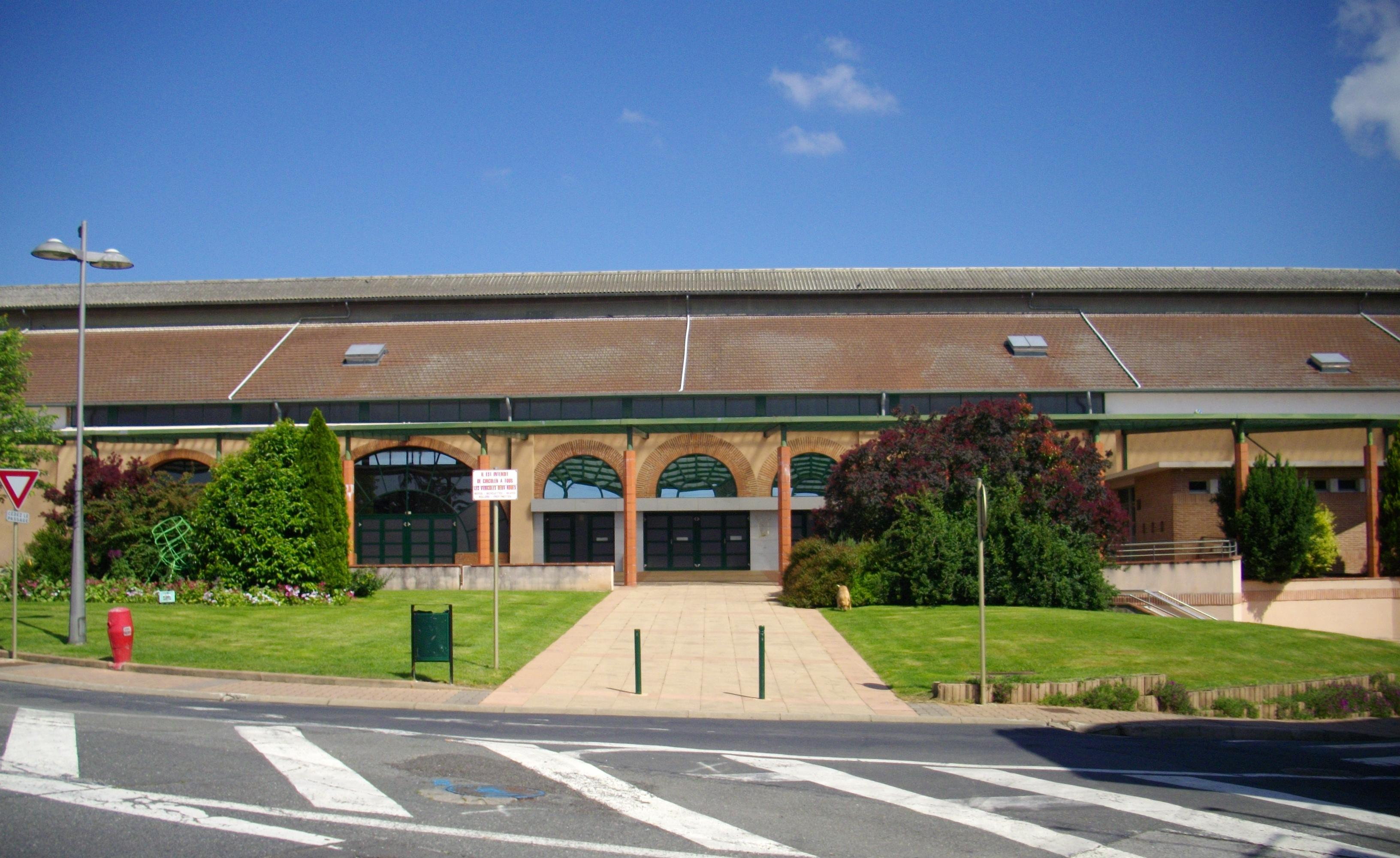
Ancienne verrerie Sainte-Clotilde.

#### Lesgrèves de 1892-1895
En juillet 1892, l'un des salariés de la société des Mines de Carmaux, Jean-Baptiste Calvignac, fut licencié en raison d’une absence liée à son activité syndicale. Afin de le soutenir, les autres ouvriers répliquèrent par une grève générale qui allait durer du 15 août au 3 novembre 1892. Malgré le soutien apporté par Jean Jaurès aux ouvriers, Eugène Rességuier parvint, avec l’appui des autorités préfectorales, à redémarrer l’usine en employant des ouvriers recrutés dans toute la France. Les anciens salariés grévistes de la verrerie décidèrent, avec l’appui de Jean Jaurès et de donateurs, de créer, en 1896, une nouvelle verrerie entièrement autogérée à Albi. Parallèlement, la Verrerie Sainte-Clotilde continua toutefois à fonctionner jusqu’en 1931. Le travail y était devenu moins artisanal en raison de la mécanisation de l’opération de soufflage.

### XXesiècle
En août 1942, des manifestations ont lieu contre la Relève.
Lors de la grande grève des mineurs de 1948, les mineurs sont confrontés à une répression intense. Des mineurs sont tués par la police et des corons occupés militairement. En riposte, le syndicat CGT des mines, la FNSS décide l'arrêt des opérations de sécurité des mines (dont l'exhaure). Le 19 octobre, le gouvernement fait procéder à la réquisition des personnels de sécurité, décret signé par le maire socialiste Jean Vareilles qui juge la grève trop politisée. Il refuse également de faire partie du comité de soutien. Après la fin de la grève, le maire accepte que le conseil municipal formule un vœu d'amnistie pour les mineurs condamnés pour fait de grève, en ayant à l'esprit que tous les mineurs condamnés l'ont été pour des faits connexes, et que donc son vœu n'a aucune portée pratique dans le département.
Pendant cette grève, la solidarité ouvrière joue à plein, les dons alimentant des soupes populaires servies à des milliers de personnes quotidiennement à Carmaux. Les instituteurs de Carmaux font une collecte de 84 000 FF et les mineurs reçoivent encore 25 tonnes de pommes de terre des paysans de la Corrèze et 2 000 litres de vin des viticulteurs de l'Hérault. Les 36 enfants de 17 familles sont accueillis par des personnes solidaires à Toulouse. Plus tard, avec la répression impitoyable, les familles de six mineurs condamnés à la prison pour fait de grève reçoivent une aide de la CGT compensant la perte de salaire, qui envoie aussi un peu d'argent aux prisonniers pour leur permettre de cantiner<. La libération de deux d'entre eux donne encore lieu à un rassemblement d'une trentaine de personnes le 21 février. Et alors que la reprise du travail était effective pour 60 % des mineurs le 20 novembre, une étude des Houillères relève que les deux tiers des Espagnols sont encore grévistes, et recommande de les écarter des postes de représentation des ouvriers. Plusieurs groupes de mineurs polonais sont expulsés, eux aussi pour fait de grève, ainsi qu'un mineur italien, dont la mère âgée de 80 ans reste en France : son loyer est payé par la CGT. Un total de 26 mineurs licenciés sont indemnisés par la CGT pendant des durées allant de quelques jours à plusieurs mois. D'autres mineurs sont rétrogradés (27).

## Politique et administration
Avant la Révolution de 1789, la communauté de Carmaux dépend de la sénéchaussée de Toulouse et du diocèse d'Albi.
En 1790, la commune de « Crameaux » est rattachée au nouveau canton de Valderiès, district d'Albi.
La commune de Carmaux devient provisoirement chef-lieu de canton le 2 décembre 1790 composé des communes de Carmaux, Sainte-Gemme, Blaye, Labastide-Gabausse, Rosières, Saint-Benoît et Taïx. En l'an X de la République (1802), le canton de Carmaux est supprimé et la commune est rattachée au canton de Monestiés, arrondissement d'Albi.
Loi du 7 juillet 1889, création du canton de Carmaux avec le rattachement des communes de Labastide-Gabausse, Rosières, Saint-Benoît rattachées auparavant au canton de Monestiés.

### Administration municipale
Le conseil municipal est composé de vingt-neuf élus, compte tenu du nombre de ses habitants.

### Sécurité
Le taux de criminalité de la circonscription de police de Carmaux est de 31,41 actes pour 1 000 habitants. S’il est légèrement supérieur à celui du département du Tarn (25,0/1000), il reste toutefois nettement inférieur à ceux des principales communes du département : Albi (49,30/1000), Castres (61,28/1000), Mazamet (47,07/1000), Graulhet (42,98/1000), et à la moyenne nationale (57,29/1000). Le taux d’élucidation des affaires par la police de Carmaux est l’un des plus forts du département, soit 50,90 %, contre une moyenne nationale de 37,61 % et départementale de 31,4 %.

### Jumelages
- Neckarsulm (Allemagne) ;
- Porcari (Italie).

## Démographie
L'évolution du nombre d'habitants est connue à travers les recensements de la population effectués dans la commune depuis 1793. Pour les communes de plus de 10 000 habitants les recensements ont lieu chaque année à la suite d'une enquête par sondage auprès d'un échantillon d'adresses représentant 8 % de leurs logements, contrairement aux autres communes qui ont un recensement réel tous les cinq ans,.

En 2022, la commune comptait 9 927 habitants, en évolution de +6,1 % par rapport à 2016 (Tarn : +2,52 %, France hors Mayotte : +2,11 %).
| 1793 | 1800  | 1806  | 1821  | 1831  | 1836  | 1841  | 1846  | 1851  |
| ---- | ----- | ----- | ----- | ----- | ----- | ----- | ----- | ----- |
| 849  | 1 040 | 1 518 | 1 440 | 1 765 | 1 881 | 2 143 | 2 520 | 2 678 |

| 1856  | 1861  | 1866  | 1872  | 1876  | 1881  | 1886  | 1891  | 1896   |
| ----- | ----- | ----- | ----- | ----- | ----- | ----- | ----- | ------ |
| 3 743 | 4 043 | 4 758 | 5 010 | 6 160 | 6 905 | 8 059 | 9 591 | 10 068 |

| 1901   | 1906   | 1911   | 1921   | 1926   | 1931   | 1936   | 1946   | 1954   |
| ------ | ------ | ------ | ------ | ------ | ------ | ------ | ------ | ------ |
| 10 956 | 10 894 | 11 064 | 11 273 | 11 607 | 11 129 | 10 448 | 11 136 | 11 485 |

| 1962   | 1968   | 1975   | 1982   | 1990   | 1999   | 2006   | 2011  | 2016  |
| ------ | ------ | ------ | ------ | ------ | ------ | ------ | ----- | ----- |
| 14 565 | 14 755 | 13 208 | 12 113 | 10 957 | 10 231 | 10 273 | 9 933 | 9 356 |

| 2021  | 2022  | - | - | - | - | - | - | - |
| ----- | ----- | - | - | - | - | - | - | - |
| 9 898 | 9 927 | - | - | - | - | - | - | - |

| selon la population municipale des années : | 1968 | 1975 | 1982 | 1990 | 1999 | 2006 | 2009 | 2013 |
| Rang de la commune dans le département      | 4    | 5    | 5    | 5    | 6    | 5    | 6    | 7    |
| Nombre de communes du département           | 326  | 324  | 324  | 324  | 324  | 323  | 323  | 323  |

Avec 10 116 habitants, Carmaux est la sixième commune du Tarn la plus peuplée. Toutefois, son unité urbaine de 17 327 habitants la classe au quatrième rang des agglomérations tarnaises, derrière Albi, Castres et Mazamet.

## Économie
À l’instar d’un grand nombre de villes industrielles, Carmaux a connu une crise économique sans précédent, des années 1970 jusqu’à la fin des années 1990, en raison du déclin puis de la cessation de l’industrie charbonnière. Depuis les années 2000, elle connaît un nouveau dynamisme économique, malgré une reconversion difficile :
Pour la reconversion du site de la mine à ciel ouvert, les élus locaux ont choisi un pôle multiloisirs, Cap'Découverte inauguré en juin 2003. Cependant, la fréquentation s’est avérée insuffisante par rapport aux prévisions ayant motivé le projet et sa gestion a été sévèrement critiquée en 2005 par la Chambre régionale des comptes de Midi-Pyrénées, puis par la Cour des comptes.
CCA International Carmaux (anciennement Qualiphone), comptant près de 700 salariés (le deuxième employeur privé du Tarn après Pierre Fabre, et l’un des plus grands centres d’appels de France), s’est implanté sur la commune en mai 2002.
Deux nouvelles zones commerciales ont ouvert en 2009 (avenue de l’Europe) et 2010 (avenue Jean-Baptiste-Calvignac).
La démographie de Carmaux atteste ce nouvel essor économique, l’agglomération ayant vu sa population augmenter au dernier recensement de 2006, pour la première fois depuis 1962.

## Fiscalité locale
| Taxe                                                | Part communale | Part intercommunale | Part départementale | Part régionale |
| --------------------------------------------------- | -------------- | ------------------- | ------------------- | -------------- |
| Taxe d'habitation (TH)                              | 13,97 %        | 0,00 %              | 9,39 %              | 0,00 %         |
| Taxe foncière sur les propriétés bâties (TFPB)      | 30,51 %        | 0,00 %              | 20,42 %             | 4,72 %         |
| Taxe foncière sur les propriétés non bâties (TFPNB) | 99,35 %        | 0,00 %              | 68,37 %             | 11,23 %        |
| Taxe professionnelle (TP)                           | 00,00 %        | 20,63 %             | 16,17 %             | 4,12 %         |

La taxe professionnelle est perçue par la communauté de communes du Carmausin.

## Lieux et monuments

### Bâtiments de la ville
- Ancienne clinique Sainte-Barbe (ou ancien Hôpital des mines). Située avenue Bouloc Torcatis, elle fut construite entre 1882 et 1891 par l'architecte Valatx. Une chapelle y fut ajoutée en 1948. Ce bâtiment, devenu en 1992 le centre culturel Jean-Baptiste-Calvignac (inauguré par François Mitterrand), est classé monument historique.
- Centrale électrique de la mine de charbon. Située chemin du Pré-Grand, elle fut construite entre 1913 et 1919, à l'initiative de la Société des mines de Carmaux. Elle est classée monument historique.
- Statue de Jean Jaurès. Située place Jean Jaurès, elle fut érigée par le sculpteur Gabriel Pech et inaugurée le 3 juin 1923. Détruite au cours d'un attentat le 30 septembre 1981, revendiqué par « Les Artilleurs du Grand Soir »[72], elle fut reconstruite selon l'œuvre originale.
- Domaine de la Verrerie, château et parc. Situé sur la commune de Blaye-les-Mines, ce haut lieu du bassin carmausin accueillit plusieurs générations des de Solages, propriétaires des mines de Carmaux de 1724 à 1946. L’ancien château ayant été ravagé par un incendie en 1895, la bâtisse actuelle fut construite à la charnière des XIXe et XXe siècles. Ce domaine abrite aujourd’hui le Musée du verre.
- Hôtel de ville. Situé place de la Libération, il fut terminé en 1906.
- Église paroissiale Sainte-Cécile de Carmaux. Située place Sainte-Cécile, elle fut édifiée entre 1890 et 1898. Son clocher fut rajouté en 1932.
- Église Saint-Privat de Carmaux. Située rue Courbet, elle fut construite entre 1857 et 1865. Elle abrite quatre toiles du XVIIIe siècle (Présentation au Temple, Baptême du Christ, Pentecôte, Annonciation), un tabernacle à aile, des bustes reliquaires de saint Privat et de saint Jacques, une Vierge à l'Enfant (en bois doré, datant du XVIIe siècle) ainsi qu'une croix de procession (également en bois doré, du XVIIe siècle).
- Chapelle de l'ancienne clinique Sainte-Barbe de Carmaux.
- Chapelle Saint-Roch, église Sainte-Cécile de Carmaux.
- Chapelle du cimetière Sainte-Cécile de Carmaux.
- Temple protestant de Carmaux.
- Des statues de Paul Niclausse, Alfred Boucher, Jules Dalou, Paul Dubois et Paul Graf étaient exposées au parc du Pré-Grand avant sa démolition en 1980. Elles sont aujourd’hui dispersées à différents endroits de l'agglomération carmausine (à Carmaux, Saint-Benoît-de-Carmaux et Blaye-les-Mines).

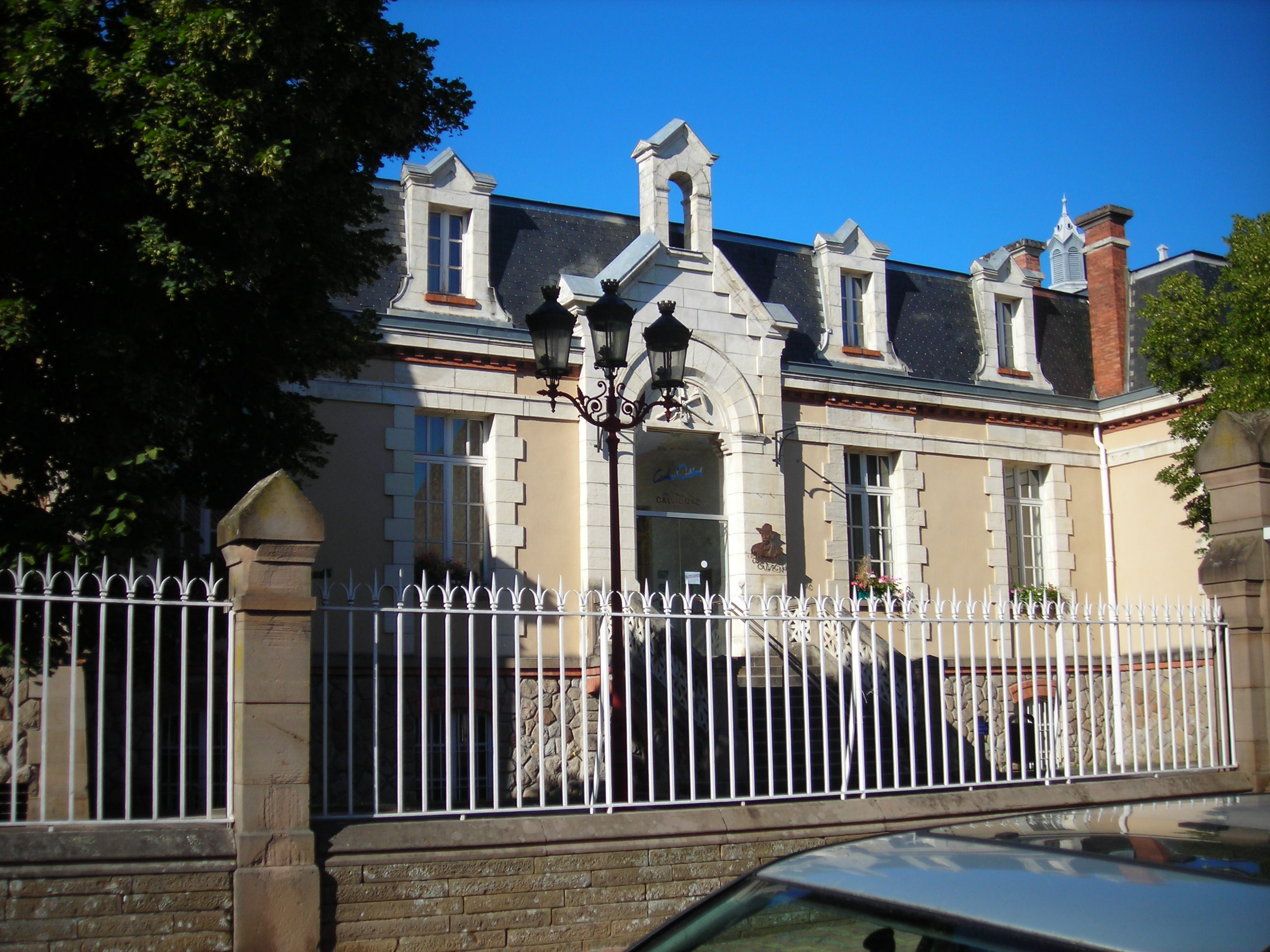
Clinique Sainte-Barbe.
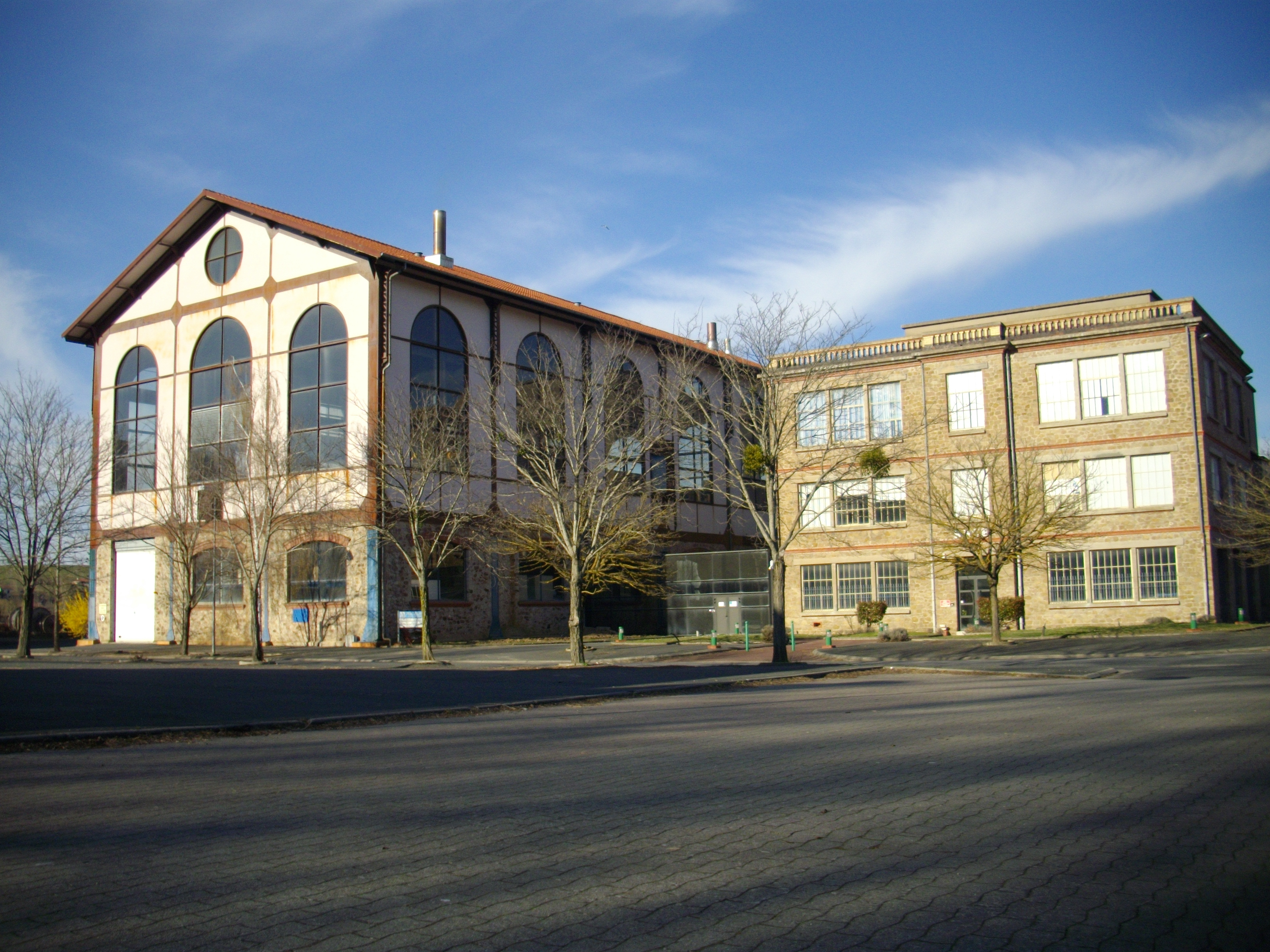
Centrale électrique de la mine.
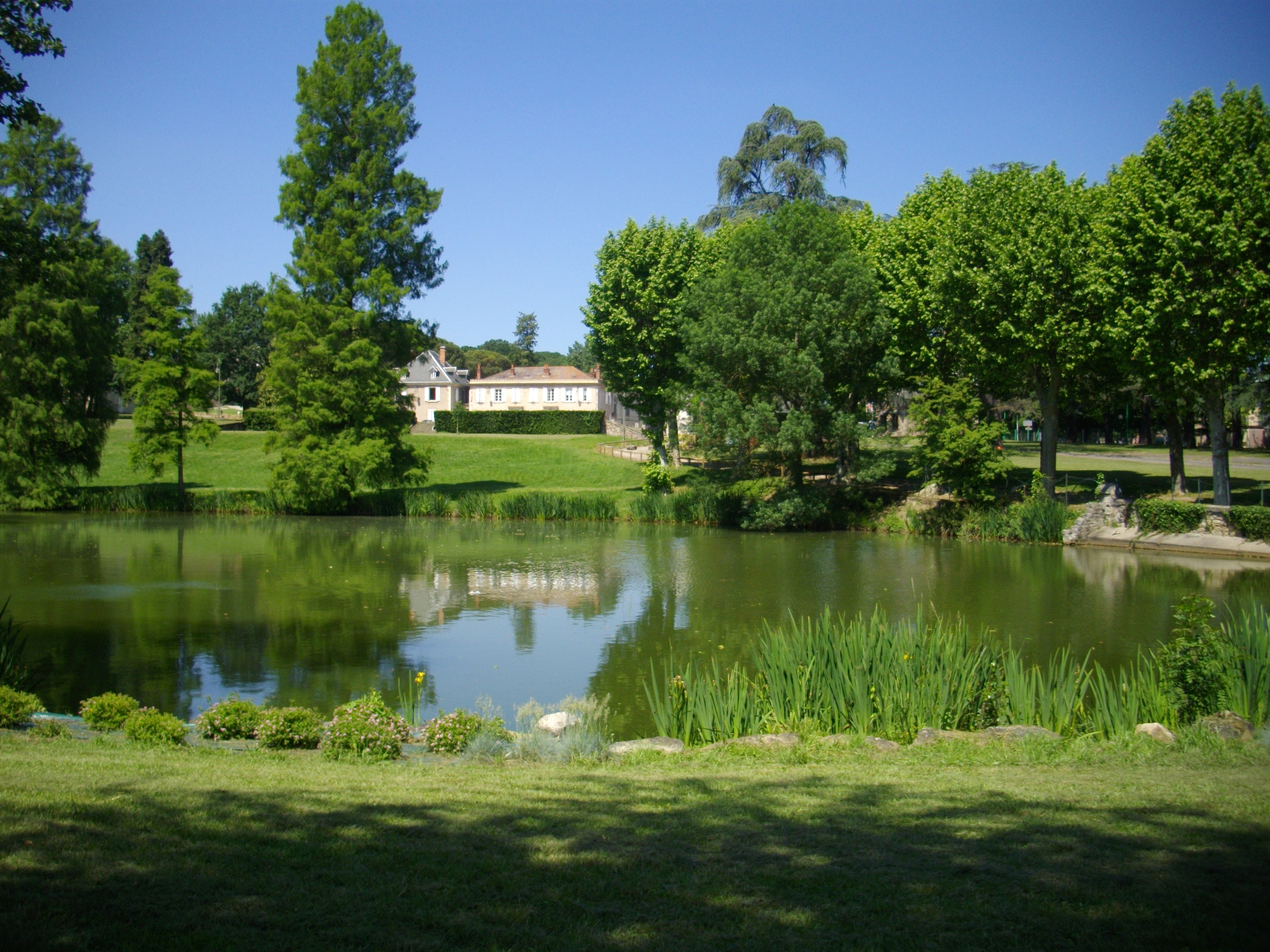
Domaine de la Verrerie.
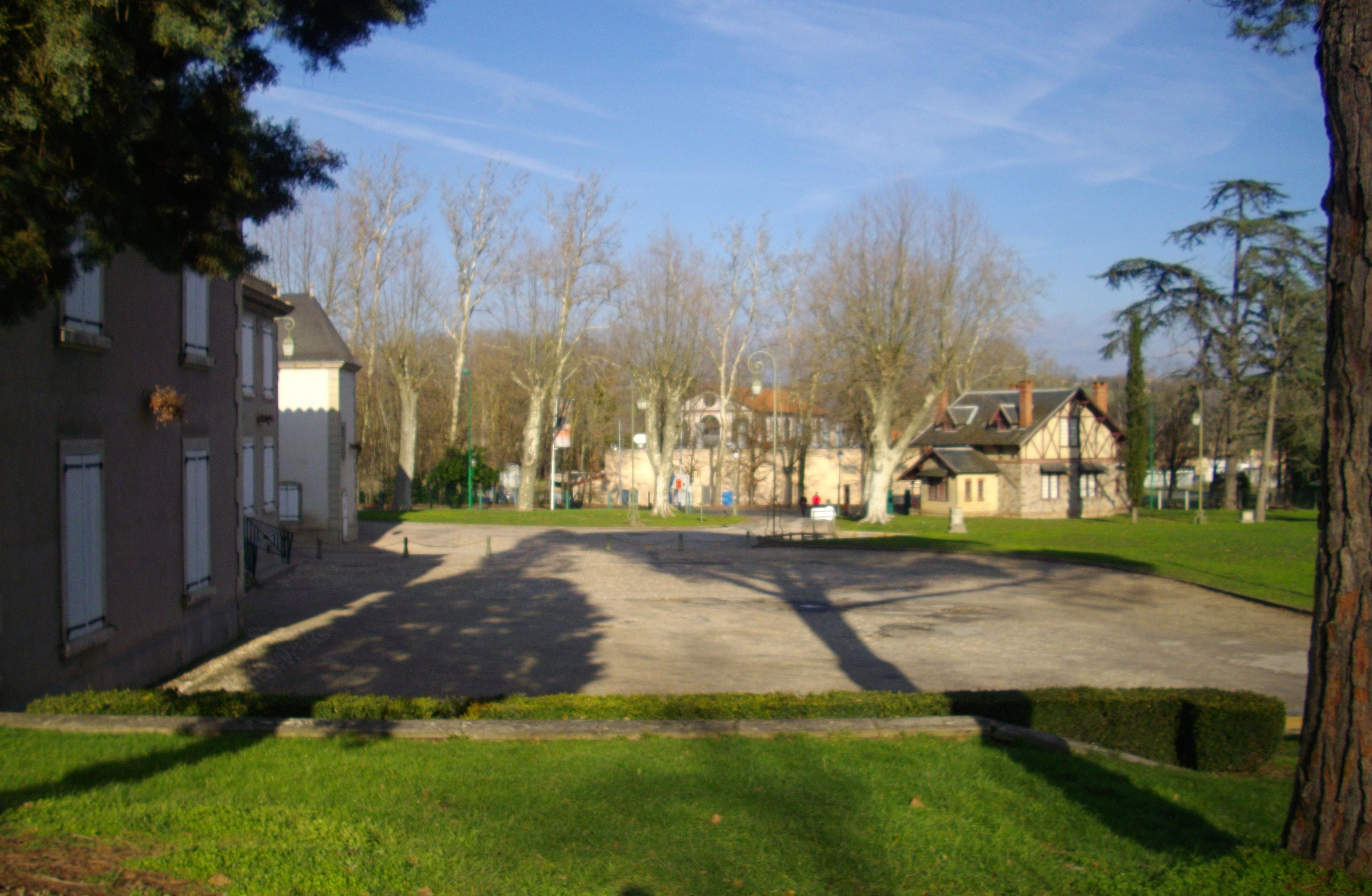
Domaine de la Verrerie.
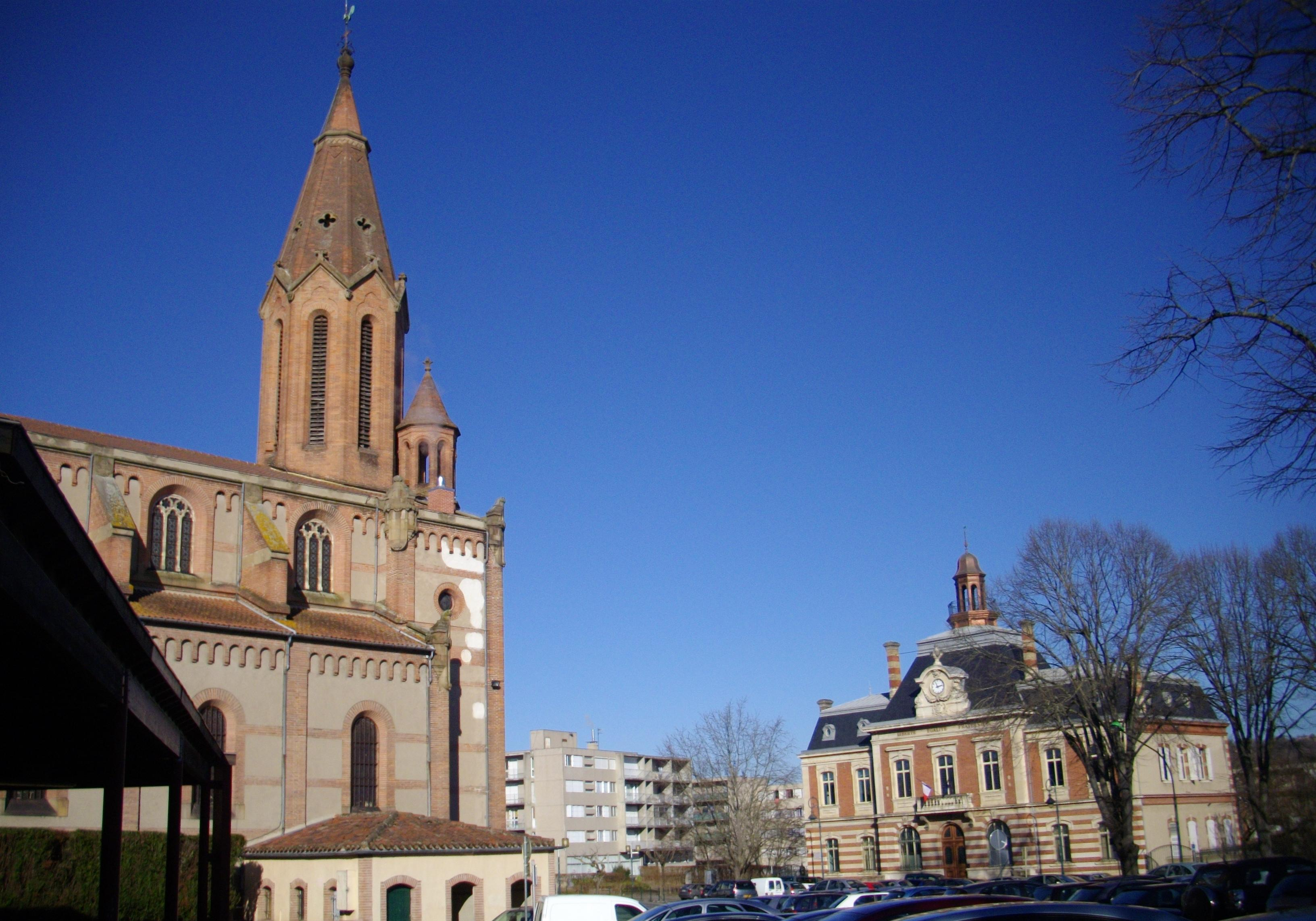
Hôtel de ville.
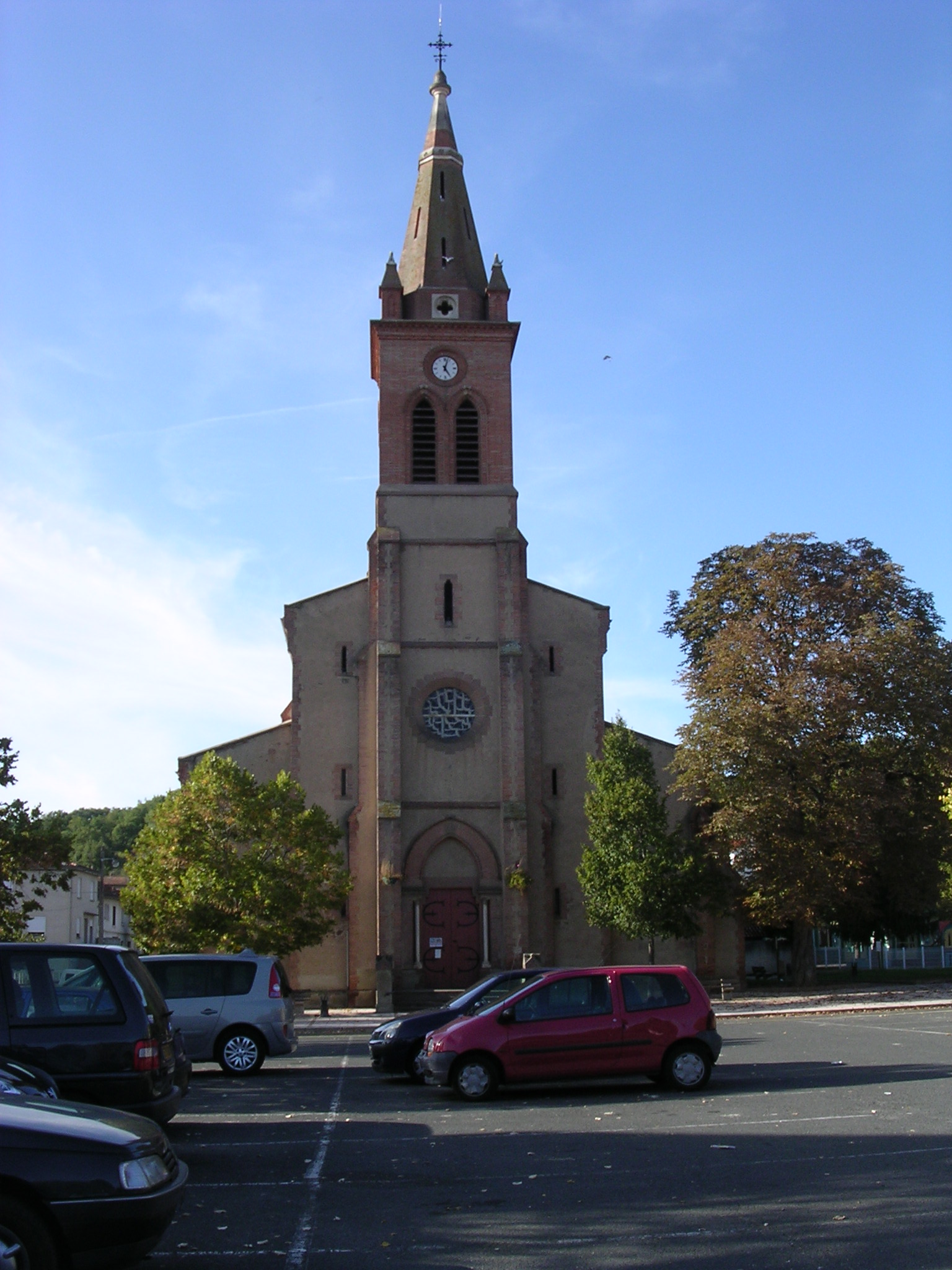
Église Sainte-Cécile.
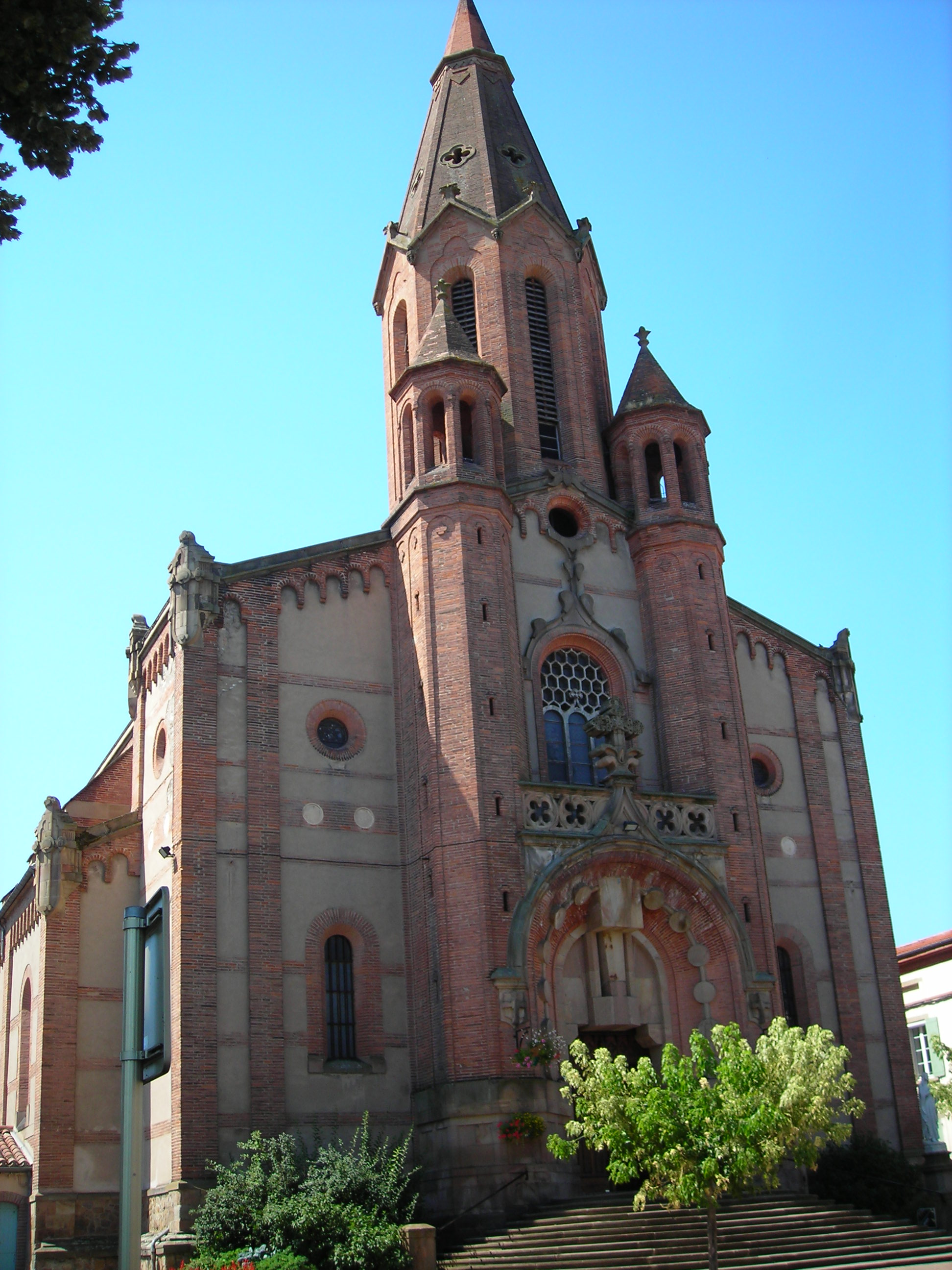
Église Saint-Privat.

### Parcs et jardins de la ville
- Parc du Pré Grand (1924 - 1977) ; construit par la Société des Mines de Carmaux, transféré au Houillères du Bassin d'Aquitaine en 1946 puis aux Houillères du Bassin Centre-Midi et vendu à la commune de Carmaux en 1978 qui l'a transformé en zone industrielle.
- Parc de la Verrerie et son île, appartenant au Domaine de la Verrerie. Une statue de Paul Niclausse représentant Ludovic de Solages y est exposée.
- Parc du Candou (1927) ; construit par la Société des Mines de Carmaux, transféré au Houillères du Bassin d'Aquitaine en 1946 puis aux Houillères du Bassin Centre-Midi et vendu à la commune de Carmaux en 1978.
- Parc Jean-Jaurès, ou parc de la Sérinié (1933).
- Jardins privés en bordure du Cérou.

### Les alentours
- Cité minière de Fontgrande (à Saint-Benoît-de-Carmaux, aux portes de Carmaux) : village typique de mineurs, des années 1920.
- Parc des Titans à Cap'Découverte (5 km) : exposition d’engins miniers gigantesques ayant servi à l’exploitation de la mine à ciel ouvert.
- Monestiés (6 km) : village médiéval adhérant à l’association Les Plus Beaux Villages de France.
- Musée de la mine de Cagnac-les-Mines (9 km) retraçant l’histoire du Bassin Carmausin.

## Vie locale

### Enseignement
Carmaux est dotée de plusieurs écoles primaires, d’un collège en centre-ville (collège Victor-Hugo), et d’un complexe scolaire comprenant : un collège (collège Augustin-Malroux) ; un lycée d’enseignement général (lycée Jean-Jaurès) ; un lycée professionnel (lycée Aucouturier). Les lycées et le collège Augustin-Malroux sont situés sur le territoire de la commune de Blaye-les-Mines. En matière d’enseignement supérieur, Carmaux accueille en partie l’École nationale supérieure des mines d'Albi-Carmaux.
En ce qui concerne l'enseignement artistique, Carmaux dispose notamment d'une antenne du conservatoire de musique et de danse du Tarn.

### Culture

#### Infrastructures
- Centre culturel Jean-Baptiste-Calvignac, abritant la médiathèque Jean-Jaurès.
- Cinéma Clap-ciné Carmaux.
- Musée du verre à Blaye-les-Mines : musée d’art contemporain verrier.
- Cap'Découverte (parc de loisirs aménagé sur les communes de Blaye-les-Mines, Cagnac-les-Mines, Le Garric et Taïx).

#### Événements culturels
- Festival A Fleur de Peau, consacré aux musiques du monde
- Rock in Opposition France Event, festival consacré notamment au Rock in Opposition et au rock progressif. Il se déroule à la Maison de la musique de Cap'Découverte.
- Biennale des Verriers : présentation d’art contemporain verrier au Musée du verre.
- Festival du cinéma social et ouvrier. Au cinéma Clap Ciné (depuis 2015).

### Sports

#### Infrastructures
Carmaux possède une salle omnisports (située près du parc du Candou), un stade (stade Jean-Vareilles), une base nautique (lac de la Roucarié), des terrains et clubs de rugby, football, tennis, handball, basket-ball, musculation, une piscine, un skatepark (Cap'Découverte), etc.

#### Événements sportifs
- National de Pétanque, se déroulant chaque mois d’août au parc du Candou.

#### Anecdotes
Club de rugby à XV, l'US Carmaux évoluant actuellement en Régionale 2. L'USC Rugby a été sacrée championne de France de 1re division en 1951, inscrivant ainsi le nom de Carmaux sur le bouclier de Brennus. Ce club fut également champion de France de 2e et 3e division, ainsi qu'en junior balandrade.

### Santé
La commune de Carmaux est dotée d'un hôpital, la polyclinique Sainte-Barbe.

### Gastronomie
L'échaudé triangulaire à base de pâte à pain anisée est une spécialité de la ville de Carmaux.

### Loisirs
- Cap'Découverte : pôle multiloisirs.
- Lac de la Roucarié : base nautique.

### Événements divers
- Marché tous les vendredis.
- Fêtes de la Saint-Privat, deuxième quinzaine d'août (fête foraine, concerts, bodegas, cavalcade, feux d'artifice, course cycliste nocturne).
- Fête et foire de la Sainte-barbe (ancienne fête des mineurs), mi-décembre.
- Championnat du Tarn de Minecraft, fin octobre.

## Personnalités liées à la commune

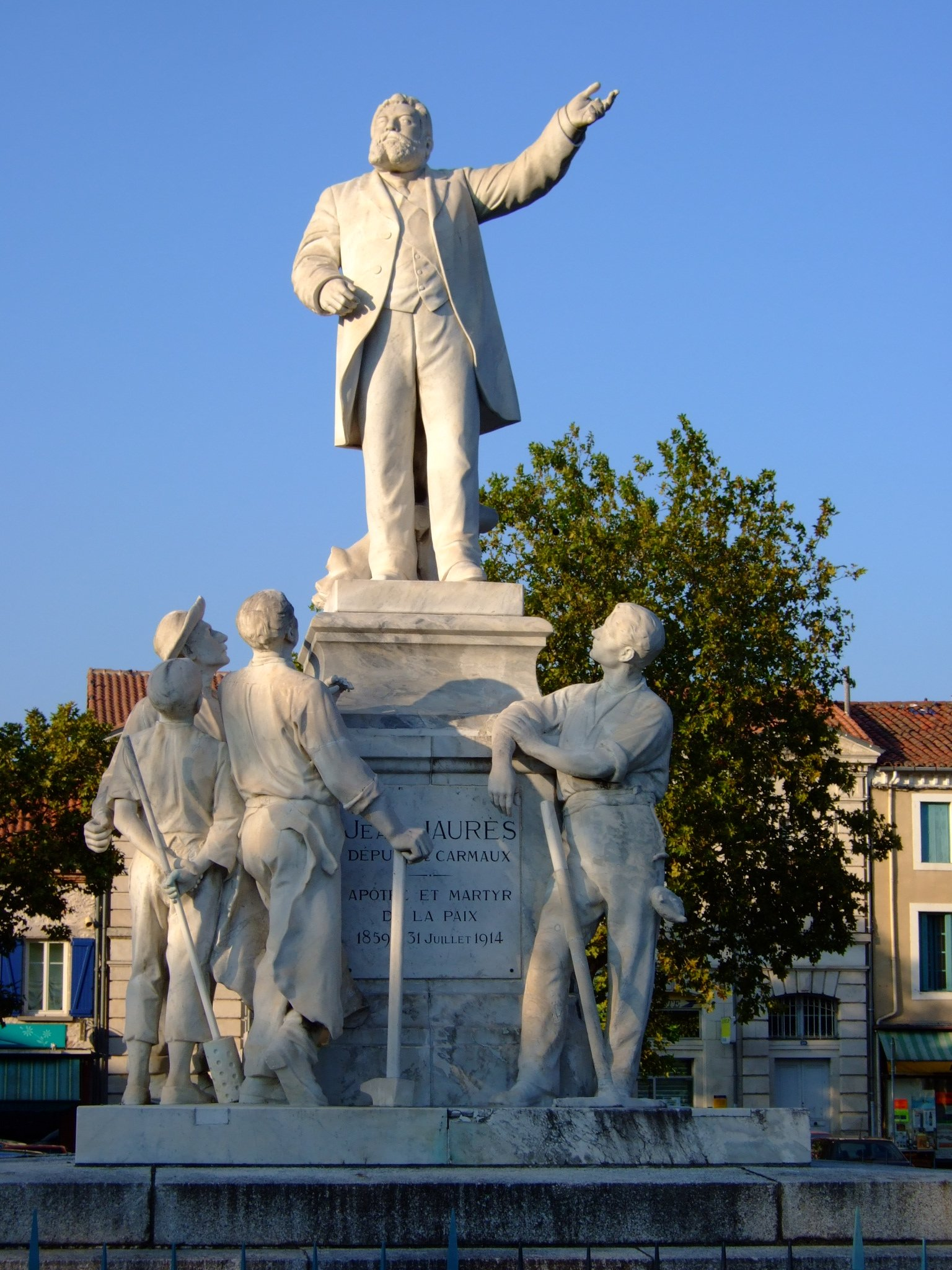
Statue de Jean Jaurès, né à Castres, député de Carmaux.

- Michelle Auriol, épouse de Vincent Auriol, première dame de France de 1947 à 1954, née à Carmaux le 5 mars 1896
- Jean Baptiste Calvignac : ancien maire
- Jules Cavaillès, peintre français
- Jean Jaurès, homme politique français
- Bernard Lazare, journaliste
- Marcel Pélissou, né à Carmaux, député de 1956 à 1958
- Jules Pendariès, sculpteur français
- Paul Rivenc, linguiste français
- René Marigil de Mingo, coureur cycliste espagnol né à Carmaux
- Gabriel de Solages, fondateur de la Compagnie minière de Carmaux et créateur de la première verrerie de Carmaux
- Jérôme de Solages, né le 20 juillet 1862 à Carmaux, député du Tarn de 1889 à 1892 et de 1898 à 1902
- Louis Torcatis, résistant français
- Rolande Trempé (31 mai 1916 - 12 avril 2016), historienne française spécialiste des mineurs et des luttes sociales, de Jean Jaurès ainsi que du rôle des femmes dans la Résistance.
- Thomas Portes, député français
- Gaston Vedel, pilote pionnier de l'aéropostale, héros de la résistance, Compagnon de la Libération. Né à Carmaux.

Joueurs de rugby à XV
- Jean-Marc Aué
- Marc Andrieu
- Jack Cantoni
- Jean-Pierre Romeu

## Divers

### Carmaux au cinéma
- Carmaux, défournage du coke, des frères Lumière (1896) ;
- Jean Jaurès, vie et mort d'un socialiste d'Ange Casta (téléfilm, 1980) ;
- Jaurès, naissance d'un géant, de Jean-Daniel Verhaeghe (téléfilm, 2005) ;
- Pas de repos pour les braves d'Alain Guiraudie (2003).